# Campobasso (província)
A província de Campobasso é uma província da região de Molise, na Itália. Possui cerca de 180 230 habitantes e densidade de 63 habitantes por quilômetro quadrado. Está dividida em 83 comunas. Sua capital é Campobasso.
Faz fronteira a norte com o Mar Adriático; a este, com a região de Puglia (província de Foggia); a sul, com Campania (província de Benevento e província de Caserta); e a oeste com província de Isérnia e a região do Abruzzo (província de Chieti).